# Diözese Hong Kong Island
Die Diocese of Hong Kong Island (chinesisch 香港島教區, Pinyin Xiānggǎng Dǎo Jiàoqū, Jyutping: hoeng1 gong2 dou2 gaau3 keoi1) ist eine der drei Diözesen der Hong Kong Sheng Kung Hui, einer Provinz der Anglikanischen Kirchengemeinschaft. Ihr Territorium umfasst Hong Kong Island und die vorgelagerten Inseln. Die Kathedrale der Diözese, St. John’s Cathedral, ist das älteste noch erhaltene westliche Kirchengebäude in Hongkong. Sie wurde in den 1840ern erbaut.
Die Diözese wurde 1849 als Diocese of Victoria gegründet und gehörte von 1913 bis 1951 zur Diocese of South China. Dann war sie als Diocese of Hong Kong and Macao wieder eine eigenständige extraprovinzielle Diözese, bis die Hong Kong Sheng Kung Hui 1998 als 38. Kirchenprovinz der Anglikanischen Gemeinschaft anerkannt wurde. Später wurden zwei weitere Diözesen ausgegliedert.
Der derzeitige Bischof, Matthias Der, wurde am 3. Oktober 2020 geweiht und am 2. Januar 2021 inthronisiert. Er ist Nachfolger von Paul Kwong, der zugleich Archbishop und Primate der Hong Kong Sheng Kung Hui war.

## Kirchen
Zur Diözese gehören mehr als 16 Kirchen und Chapels in Hong Kong Island und den Outlying Islands.

### Gemeinden (Parishes)
- St. John’s Cathedral, Central
- St. Stephen’s Church, Sai Wan
- Holy Nativity Church, Shau Kei Wan
- St. Peter’s Church, North Point
- St. Mary’s Church, Causeway Bay
- St. James’ Church, Wan Chai
- St. Paul’s Church, Mid-Levels
- St. Matthew’s Church, Sheung Wan
- St. Luke’s Church, Kennedy Town
- St. Timothy’s Church, Pok Fu Lam

### Missions
- Grace Church, Stanley
- Church of the Incarnation, Discovery Bay
- Church of the Ascension, Tung Chung
- Discovery Bay Church
- St. Stephen’s Chapel (located in St. Stephen’s College), Stanley
- Emmanuel Church (in der George C. Tso Memorial Chapel des aufgelösten Béthanie Sanatorium), Pok Fu Lam

## Bischöfe
- George Smith (1849–1866)
- Charles Richard Alford (1867–1873)
- John Shaw Burdon (1874–1897)
- Joseph Charles Hoare (1898–1906)
- Gerard Heath Lander (1907–1920)
- Charles Ridley Duppuy (1920–1932)
- Ronald Owen Hall (1932–1966)
- John Gilbert Hyndley Baker (1966–1981)
- Peter Kong-kit Kwong (1998–2007)
- Paul Kwong (2007–2021)
- Matthias Clement Tze-wo Der (2021-).[7]

## Galerie

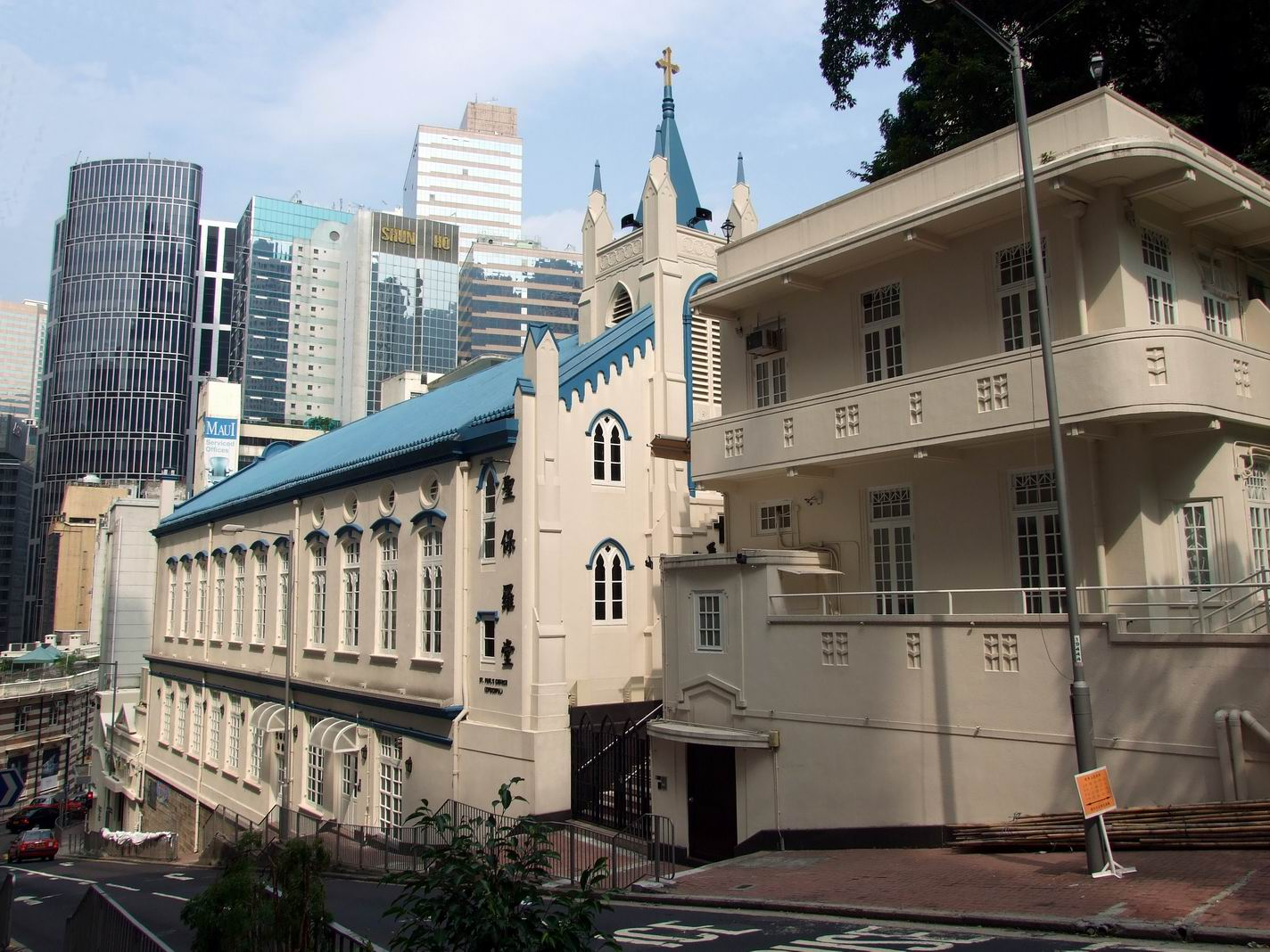
St. Paul’s Church
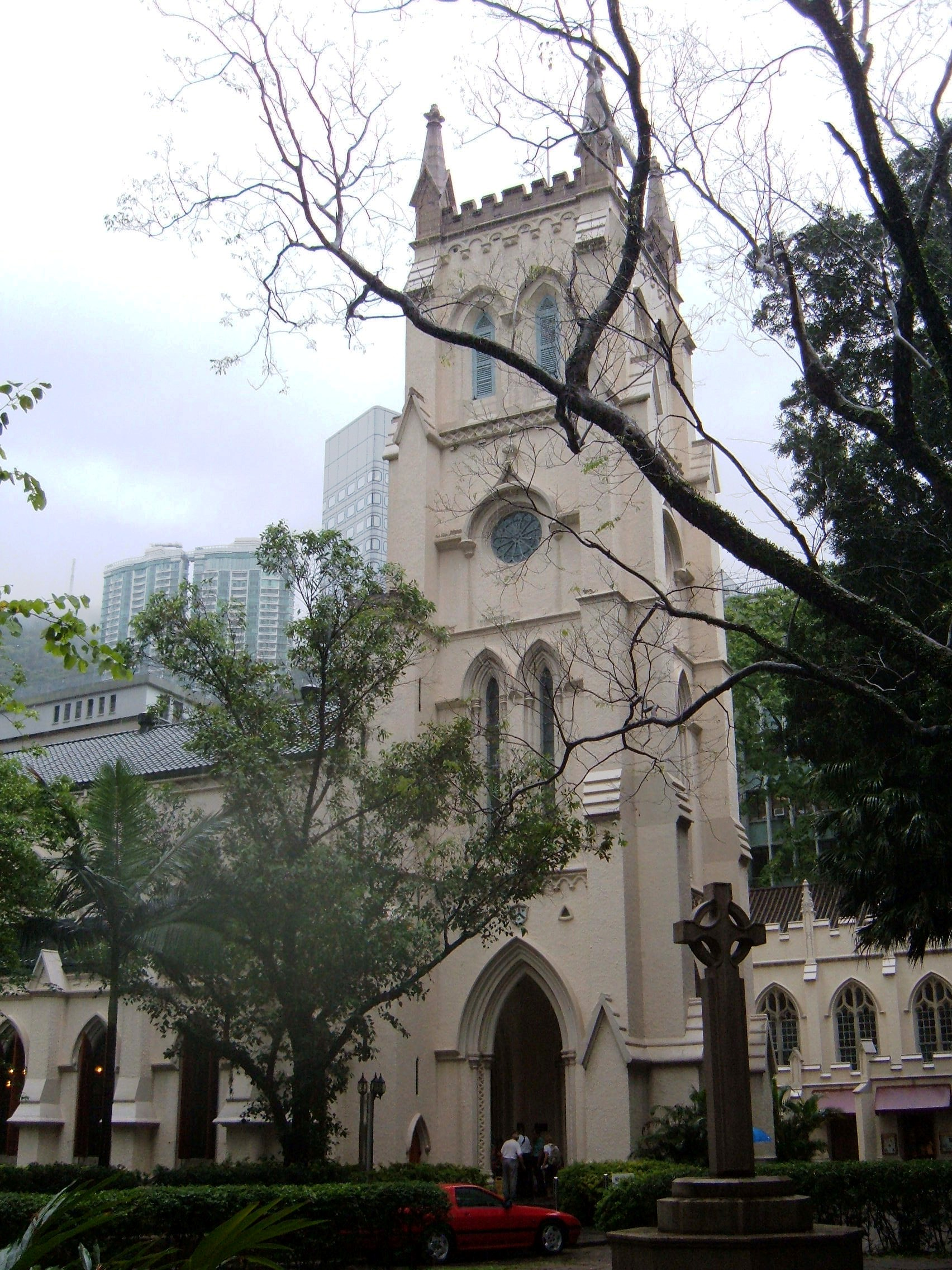
St. John’s Cathedral
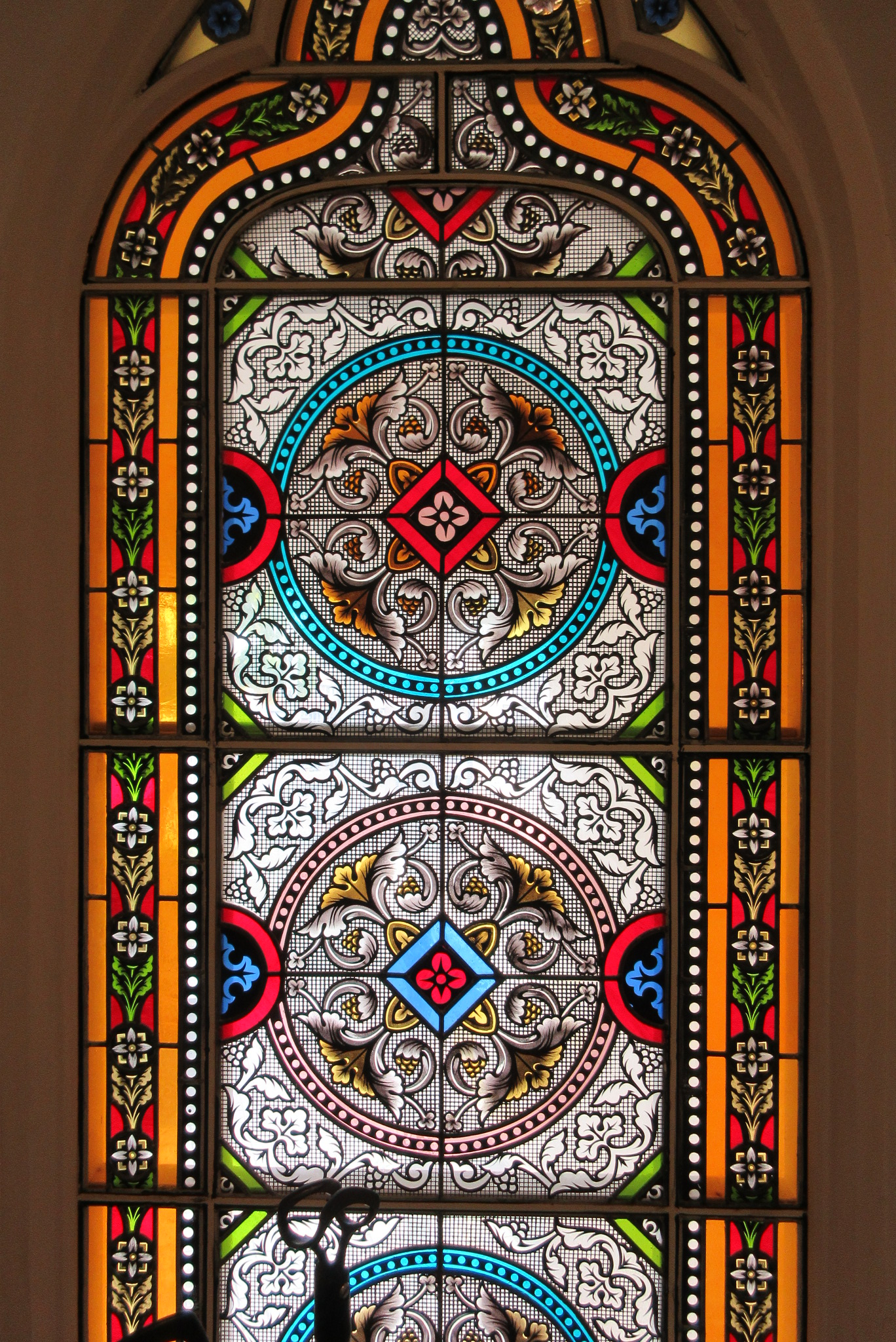
Emmanuel Church
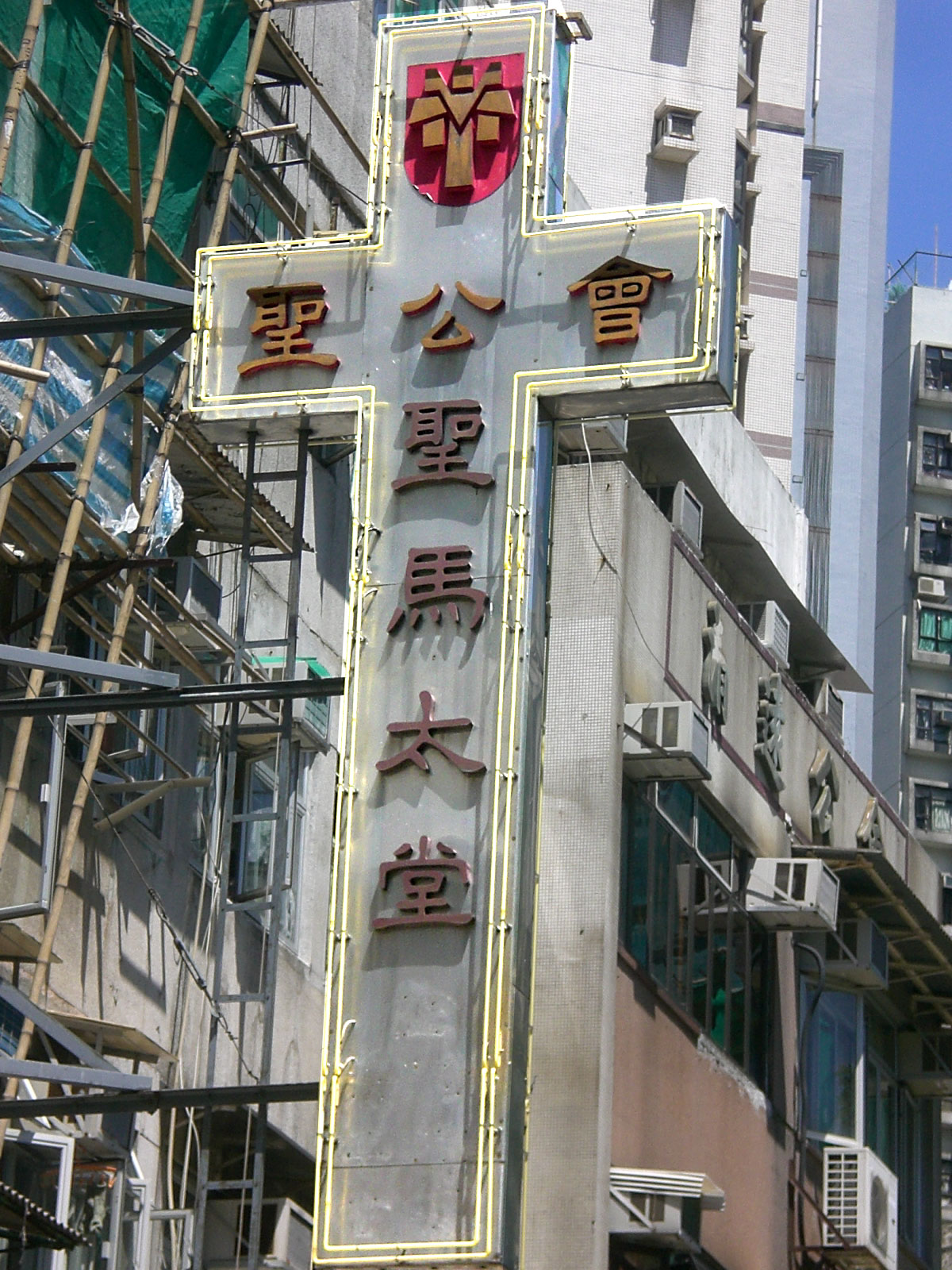
St. Matthew’s Church
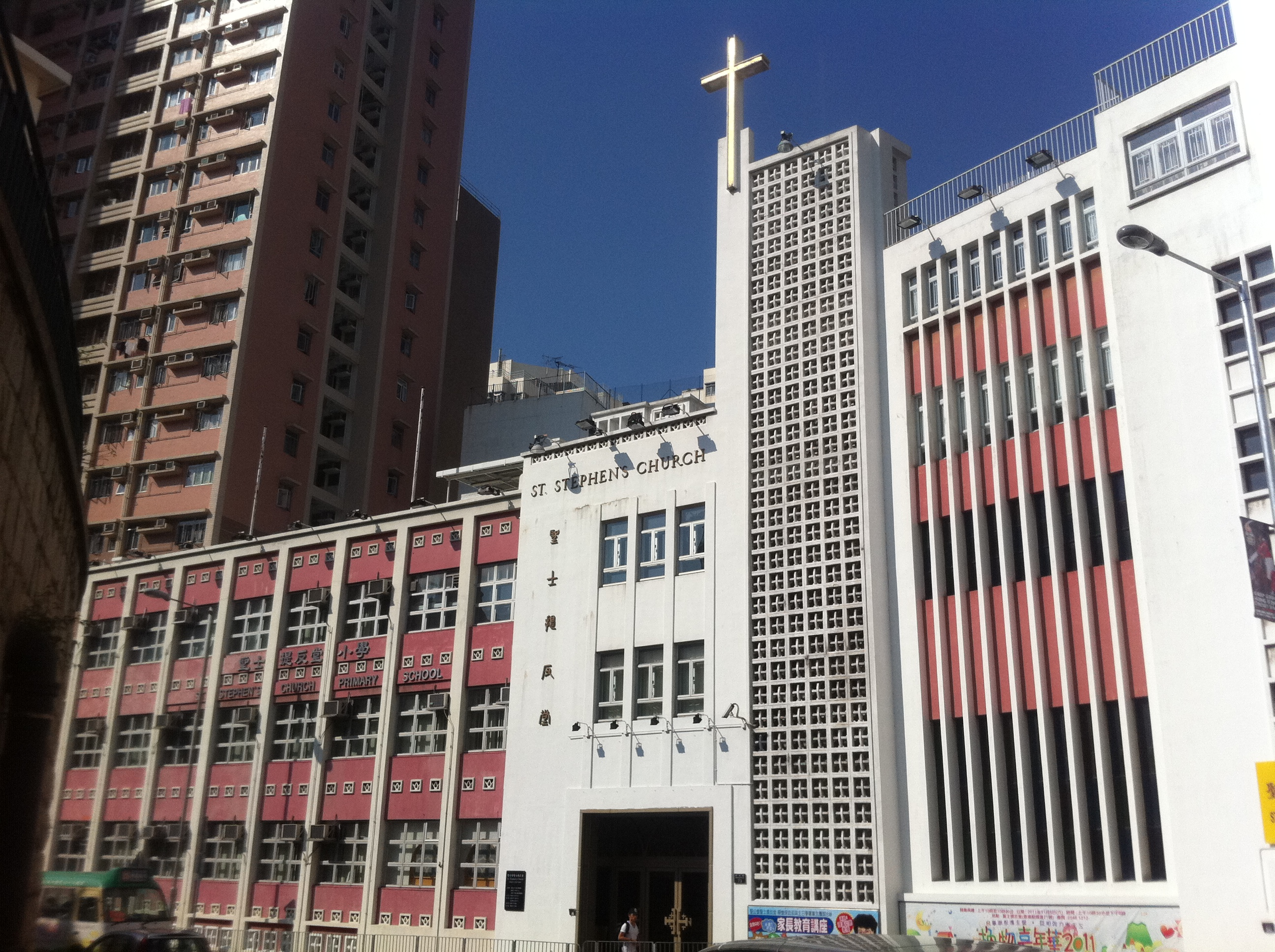
St. Stephen’s Church
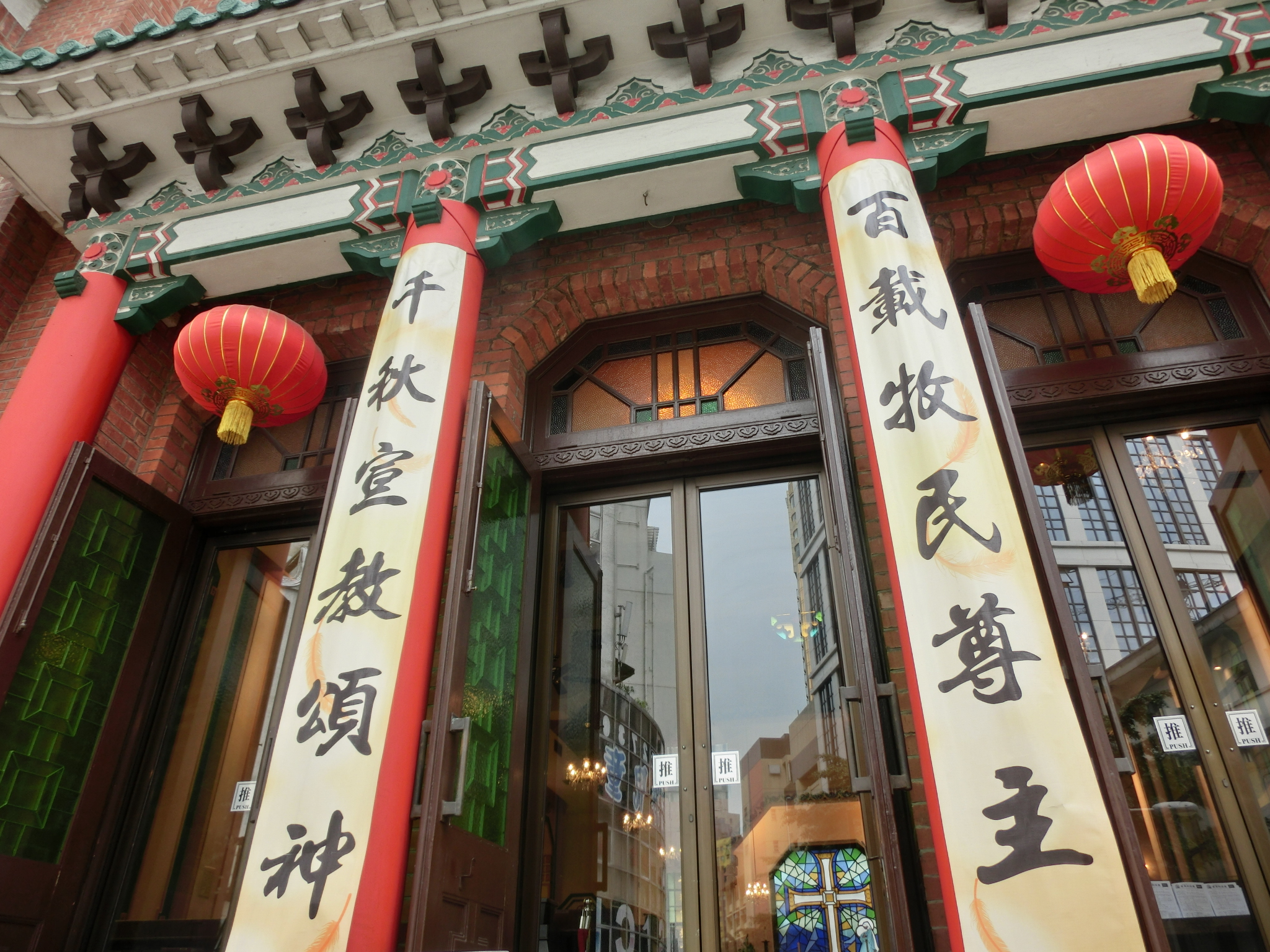
St. Mary’s Church